# Dirk Joeres

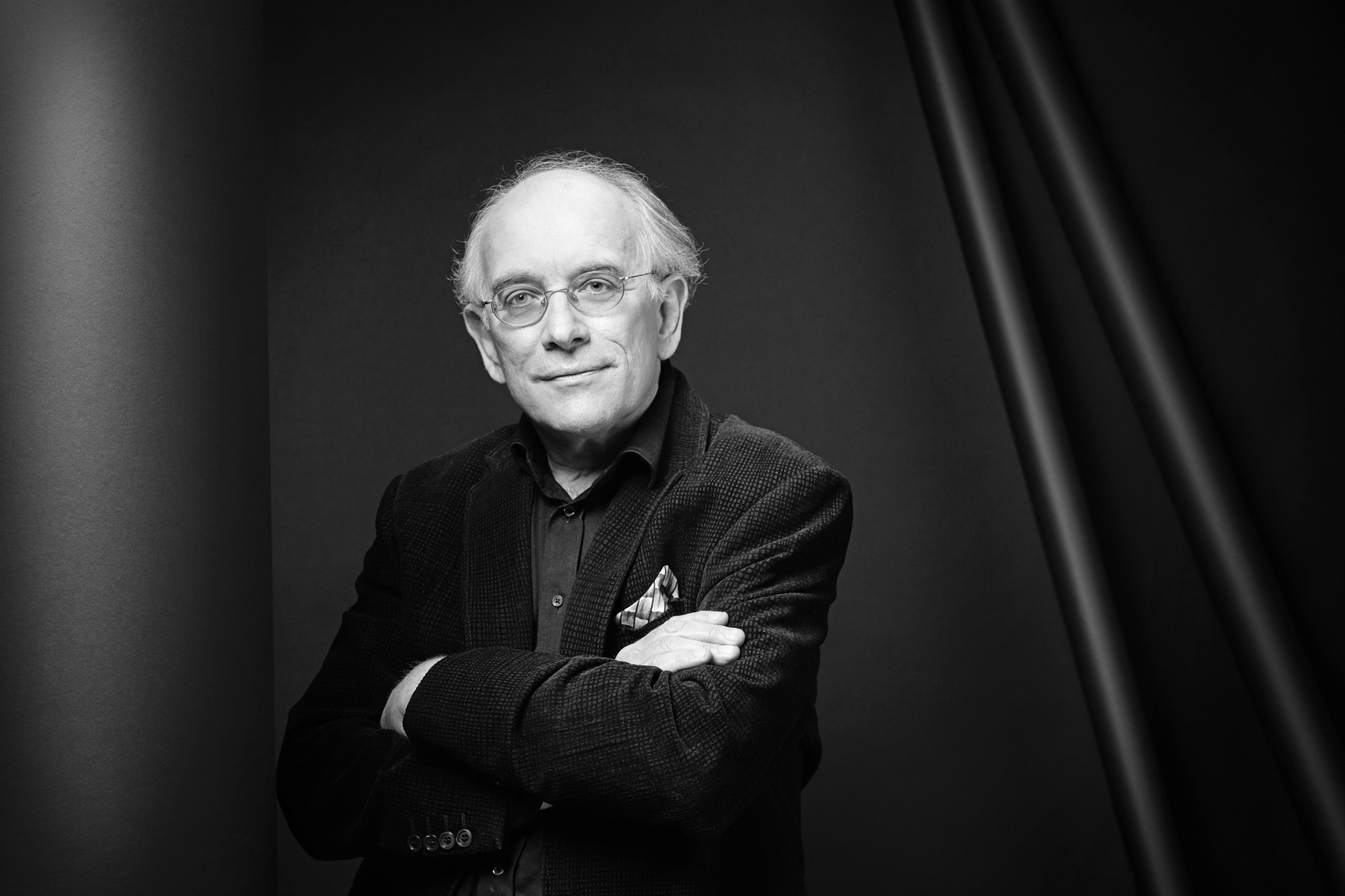
Dirk Joeres, 2016 (Hagen Willsch)

Dirk Joeres (* 1947 in Bonn) ist ein deutscher Pianist und Dirigent.

## Leben
In Bonn geboren, studierte Dirk Joeres Dirigieren und Klavier in Berlin, Köln und London sowie Komposition in Paris bei Nadia Boulanger, der Grande Dame der musikalischen Moderne.
Im Jahr 1972 gewann er den Ersten Preis beim Internationalen Klavierwettbewerb in Vercelli und begann eine sehr erfolgreiche pianistische Tätigkeit. Tourneen führten ihn in zahlreiche europäische Länder und in die USA. Festivals wie die Berliner Festwochen, der Prager Frühling und Klavierfestival Ruhr luden ihn wiederholt zu Recitals ein.
1978 unternahm Dirk Joeres seine erste Tournee als Solist und Dirigent in Zusammenarbeit mit dem Kammerorchester der Wiener Symphoniker. 1979 folgte eine Tournee mit den London Mozart Players. Seit 1982 ist Joeres ständiger Gastdirigent der Bornemouth Sinfonietta. Ab 1983 leitete er zwei Jahre lang das Südwestdeutsche Kammerorchester. Danach wurde er als Gastdirigent vom Sinfonieorchester des Norddeutschen Rundfunks und dem Royal Philharmonic Orchestra eingeladen, seit 2007 ist er ständiger Gastdirigent dieses Londoner Orchesters.
Daneben etablierte sich Dirk Joeres zusehends auch als Dirigent. 1987 wurde er zum Künstlerischen Leiter der Westdeutschen Sinfonia ernannt.  Mit diesem Orchester konzertiert er seitdem in den großen Sälen vom Amsterdamer Concertgebouw bis zum Wiener Musikvereinssaal, von der Berliner Philharmonie bis zum Kennedy Center Washington.  
Im Jahr 2000 wurde er zum Associate Conductor des Royal Philharmonic Orchestra London ernannt, von 2007 bis 2013 war er dessen Ständiger Gastdirigent. Mit dem Royal Philharmonic und der Sinfonia hat er Tournéen in Europa und USA unternommen und ist bei internationalen Festivals wie Beethovenfest Bonn, Brucknerfest Linz, Budapest, Cheltenham, City of London, Schleswig-Holstein Musik Festival aufgetreten.
Dirk Joeres hat auch erfolgreich neue Präsentationsformen für klassische Musik konzipiert. So initiierte er 2008 am Sitz der Sinfonia in Leverkusen ein neues Konzertformat: „KlassikSonntag!“. Die Presse nannte es „eine hinreißende Offensive in Sachen klassische Musik“ (Kölner Stadtanzeiger). Auch die CD/DVD-Reihe „Beethoven Today“ und die Reihe „Klassik im Kloster Steinfeld“ haben Dirk Joeres als „geborenen Musikvermittler“ (Westdeutscher Rundfunk) profiliert.
Die CD-Einspielungen von Dirk Joeres erhielten Höchstbewertungen in der internationalen Presse; das Londoner Gramophone-Magazin vergab seinen ‚Critic’s Choice Award’ für eine Brahms-Einspielung mit der Sinfonia; eine Schumann-CD mit dem RPO erhielt ebenfalls Top-Bewertungen: „Exemplarische ‚Rheinische’ – eine Referenz-Aufnahme“ (Supersonic-Auszeichnung, Pizzicato).

## Auszeichnungen
- 1972: Förderpreis des Landes Nordrhein-Westfalen für Musik